# Alfeo Brum Rodríguez
Alfeo Brum Rodríguez (Costas del Catalán, llavors Salto, avui Artigas, 22 de març de 1898 - Montevideo, 25 de febrer de 1972) fou un advocat i polític uruguaià, vicepresident del seu país entre 1947 i 1952, per dos períodes consecutius. Ha estat l'únic ciutadà uruguaià fins al present en desentrampar-se dues vegades seguides en l'esmentat càrrec.
Va ser el germà menor del futur president Baltasar Brum Rodríguez. Graduat com advocat, va integrar des de la seva joventut el Partit Colorado. Electe diputat pel departament d'Artigas, va representar a aquest en tres períodes, entre 1923 i 1932.
Va assumir com a senador l'1 de març de 1933. Pocs dies més tard, el 31 de març de 1933, en dissoldre's el Parlament pel president colpista Gabriel Terra Leivas, amb el suport de l'exèrcit, la policia i de la fracció majoritària del Partit Nacional, liderada per Luis Alberto de Herrera, el seu germà Baltasar va decidir resistir-se al cop, per a la qual cosa es va atrinxerar a casa seva, repel·lint a tirs els policies que es van destinar a capturar-lo. Alfeo Brum va acompanyar en aquest acte el seu germà, encara que no va poder impedir que aquest se suïcidés hores després, en veure l'inútil de la seva resistència. Posat fora de la llei per la dictadura i empresonat un breu temps a l'Isla de Ratas, es va encaminar després a l'exili.
Elegit novament com a senador en les eleccions de novembre de 1946, la mort del president electe Tomás Berreta (2 d'agost de 1947) i l'assumpció del seu company de fórmula i vicepresident Luis Batlle Berres a la presidència, van convertir Alfeo Brum en el nou vicepresident, ja que aquest era el primer senador de la fracció del Partit Colorado més votada al Parlament.
En les eleccions de novembre de 1950, Brum es va presentar com a candidat a la vicepresidència pel grup liderat per Andrés Martínez Trueba, un dels dos candidats del batllisme, que triomfés en els comicis, pel que va ocupar novament el càrrec entre l'1 de març de 1951 i igual data de l'any 1952, exercint-se en dos períodes seguits, encara que el segon es va veure interromput per l'aprovació de la Constitució de 1952, que va instaurar el Consell Nacional de Govern i es va suprimir la vicepresidència.